# Брызгалов, Валентин Иванович
Валентин Иванович Брызгалов (1931— 2003) — российский учёный, строитель, заслуженный энергетик Российской Федерации, доктор технических наук, действительный член Академии электротехнических наук Российской Федерации.

## Биография
Родился в деревне Демидово Богородского района Горьковской области. 
В 1953 году окончил Московский энергетический институт. По его окончании начал трудовую деятельность старшим десятником, потом прорабом, а с 1956 года — инженером-турбинистом, начальником турбинного цеха на строительстве самой крупной в то время Куйбышевской гидроэлектростанции (Волжской ГЭС им. В. И. Ленина).
Затем принимал участие в строительстве и эксплуатации Куйбышевской, Красноярской, Саяно-Шушенской ГЭС.
Являлся одним из инициаторов разработки комплексного использования энергетического каскада Енисея.
С 1961 года главный инженер строящейся Красноярской ГЭС. С июля 1977 директор строящегося Саяно-Шушенского гидроэнергетического комплекса. До 2001 года директор Саяно-Шушенской ГЭС.
За вклад в создание и освоение сооружений и оборудования Красноярской ГЭС награждён орденом Ленина (1973).
Автор различных монографий и публикаций.
Умер 23 октября 2003 года.

## Заслуги
- Деятельность В. И. Брызгалова отмечена многими правительственными наградами — орденами и медалями, а также медалями ВДНХ, почетными званиями и знаками. Ему присвоены звания «Заслуженный энергетик Российской Федерации» и «Заслуженный энергетик Республики Хакасия».
- Почётный гражданин Саяногорска.
- Научные исследования явились основой, позволившей Валентину Ивановичу защитить кандидатскую (1977 год)  и докторскую (1996 год) диссертации.
- Он стал вице-президентом Российского научно-технического общества энергетиков и электротехников; в 1997 году избран членом-корреспондентом, а позднее —  действительным членом Академии электротехнических наук Российской Федерации.